# Camponotus variegatus
Camponotus variegatus är en myrart som först beskrevs av Smith 1858.  Camponotus variegatus ingår i släktet hästmyror, och familjen myror.

## Underarter
Arten delas in i följande underarter:
- C. v. ambonensis
- C. v. bacchus
- C. v. batta
- C. v. cleon
- C. v. comottoi
- C. v. crassinodis
- C. v. dulcis
- C. v. flavotestaceus
- C. v. fuscithorax
- C. v. infuscus
- C. v. intrans
- C. v. kattensis
- C. v. proles
- C. v. somnificus
- C. v. stenonotus
- C. v. variegatus

## Bildgalleri

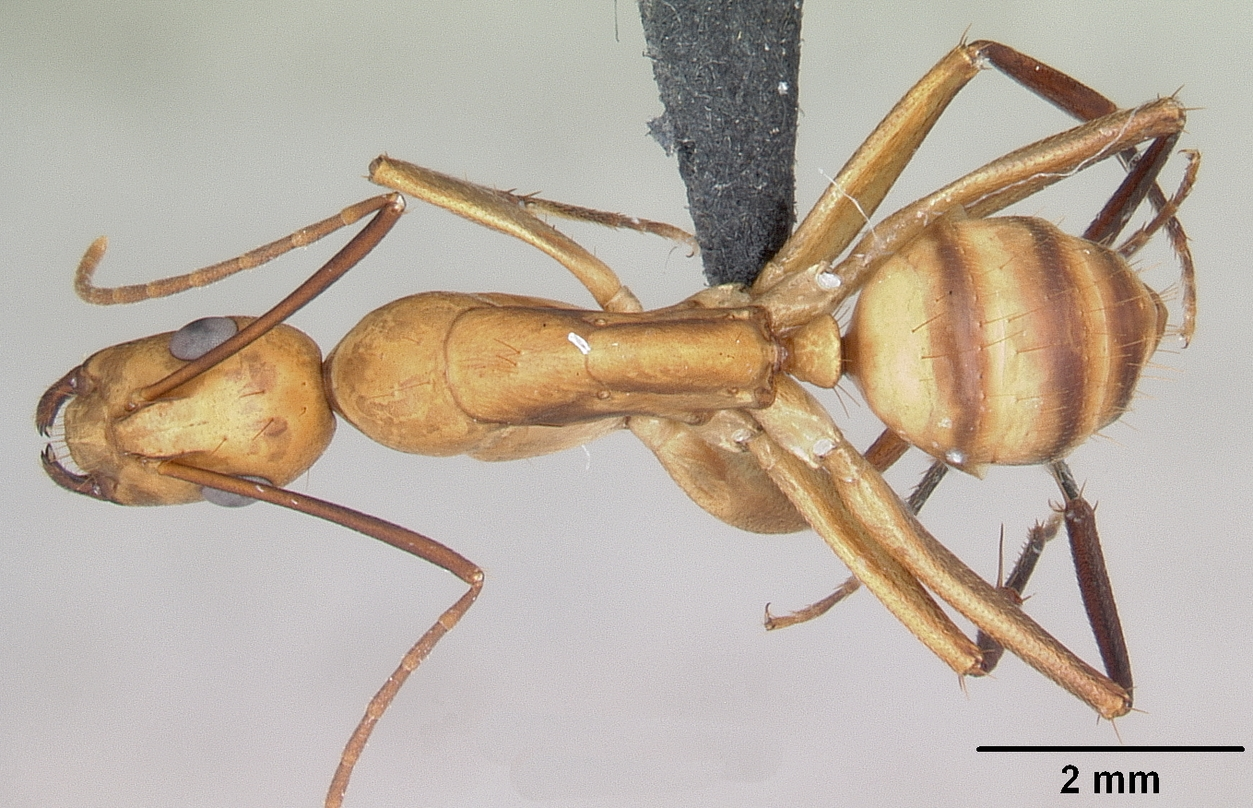
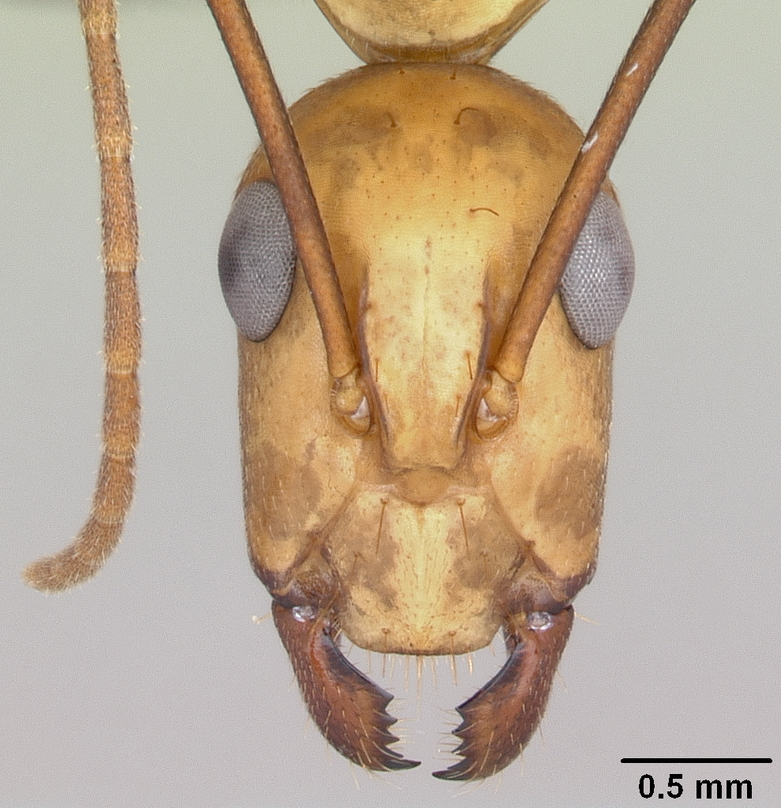
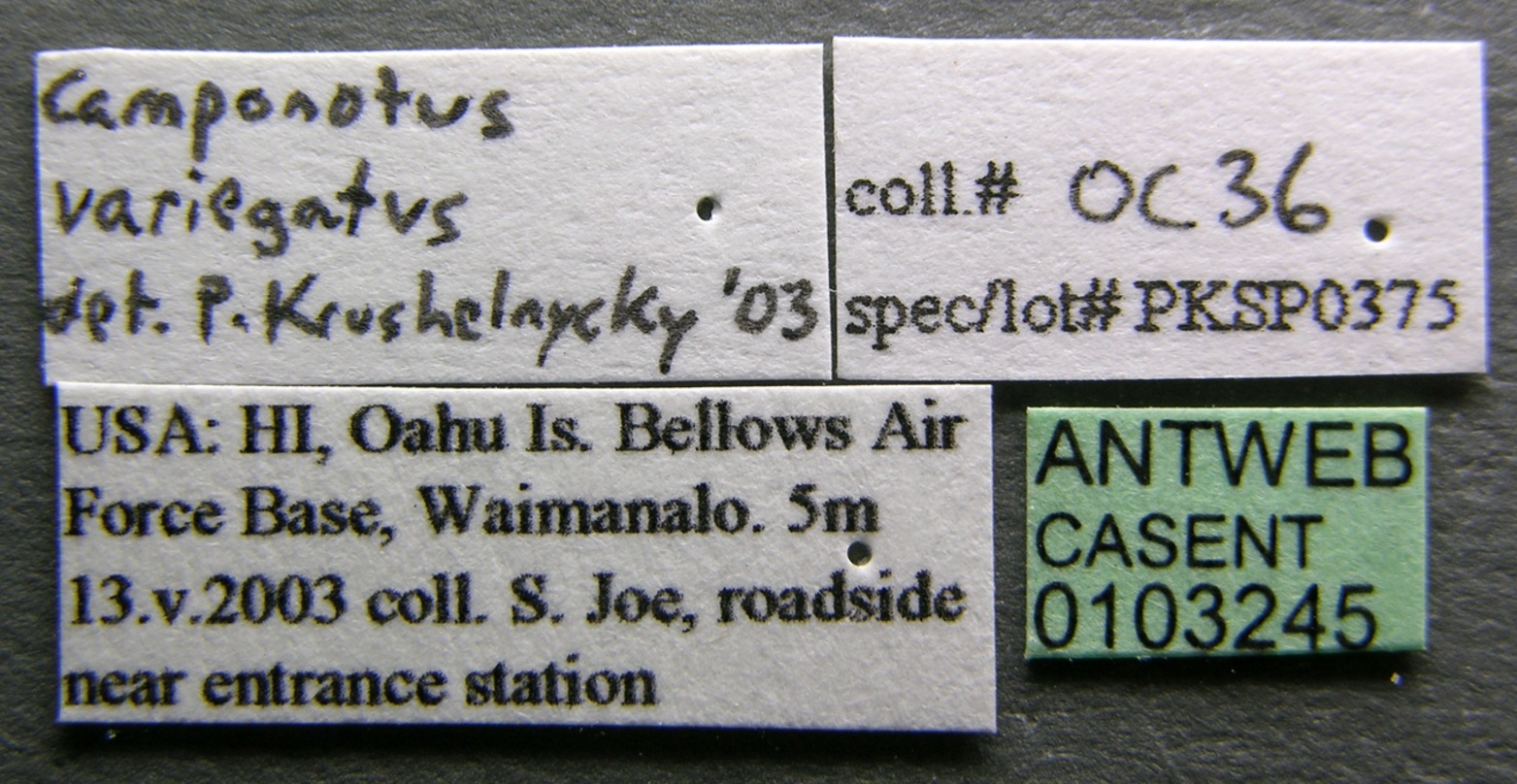
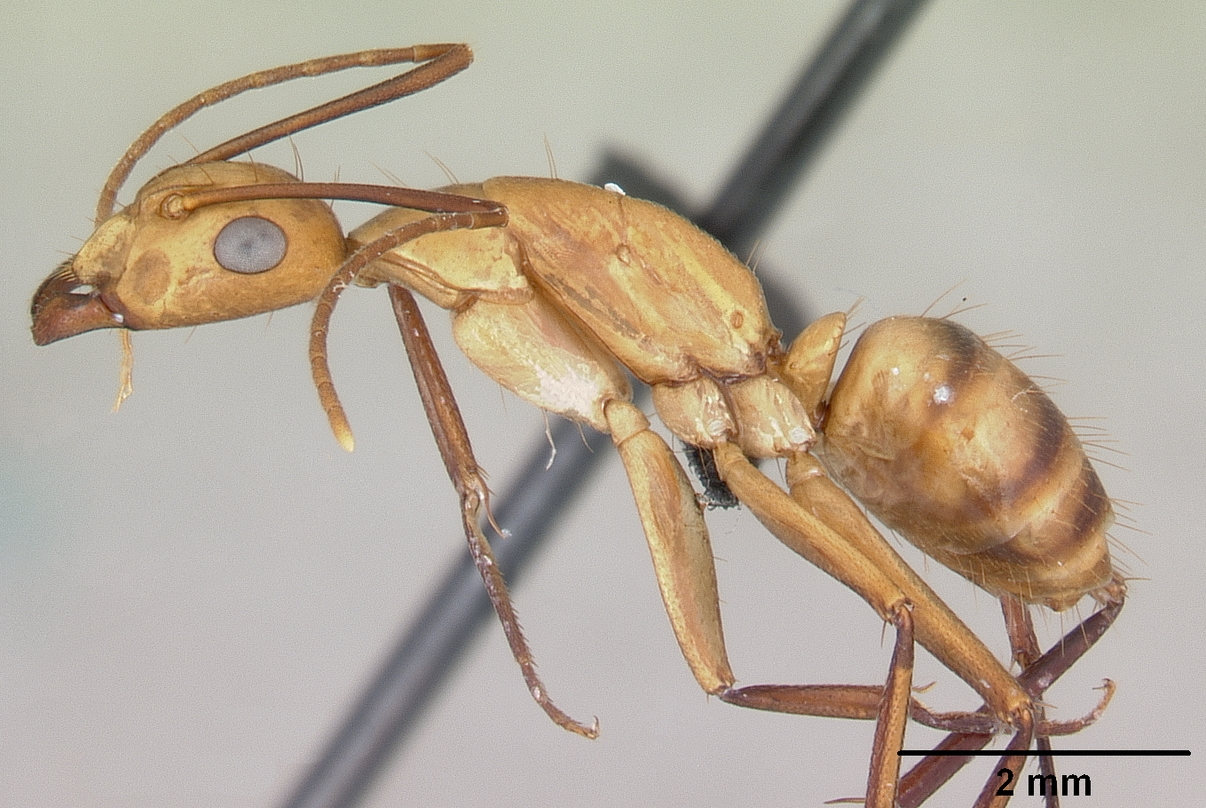